# Marianne Frankenhaeuser
Valborg Marianne Frankenhaeuser, född von Wright 30 september 1925 i Helsingfors, död 5 oktober 2005, var en finlandssvensk psykolog och professor. Hon skrev ett nittiotal böcker, främst på engelska.

## Biografi
Frankenhaeuser tog Diploma in Psychology vid Oxford University 1948, filosofie kandidatexamen i Helsingfors 1950 och filosofie licentiatexamen i Stockholm 1954. Hon blev filosofie doktor och docent i Uppsala 1959 samt docent i psykologi i Stockholm 1959. Hon innehade en forskartjänst vid Statens råd för samhällsforskning 1963–1965, var laborator i experimentell psykologi vid Statens medicinska forskningsråd 1965–1969, professor 1969–1980, och professor i psykologi vid Karolinska institutet 1980–1991. År 1990 utnämndes hon till hedersdoktor vid Åbo universitet.
Frankenhaeuser var dotter till filosofie magistern Tor von Wright och Ragni, född Alfthan, samt syster till Georg Henrik von Wright. Hon gifte sig 1946 med professor Bernhard Frankenhaeuser.